# Eddie Barth
Edward Michael Bartholetti (Filadélfia, 29 de setembro de 1931 - Los Angeles, 28 de maio de 2010), mais conhecido como Eddie Barth, foi um ator e dublador norte-americano. Ele ganhou a alcunha de "Mr. Gravel" por seus vocais roucos nos trabalhos de dublagem.

## Biografia
Barth nasceu Edward Michael Bartholetti na Filadélfia, Pensilvânia. Como ator, interpretou Paul no filme Bananas, uma comédia absurda dirigida por Woody Allen em 1971. Na televisão, interpretou um tenente de polícia na série Shaft, transmitida pela CBS em 1973 e derivada do filme homônimo, além de papéis regulares em outras séries, como Murder, She Wrote.
Na década de 1980, Barth participou de uma campanha publicitária da marca de cerveja Pilsen Miller Lite, cujos comerciais foram veiculados na televisão e ganharam bastante popularidade nos Estados Unidos. Seus outros créditos de dublagem incluem Superman: A Série Animada (1996 – 2000)  e os filmes Babe: Pig in the City (1998) e Osmosis Jones (2001).
Eddie Barth morreu de insuficiência cardíaca em sua casa em Los Angeles em 28 de maio de 2010, aos 78 anos.

## Filmografia parcial

### Cinema
- Bananas (1971) - Paul
- Shaft (1971) - Tony
- The Amityville Horror (1979) - Agucci
- Fame (1980) - Angelo
- Babe: Pig in the City (1998) - Nigel / Alan (voz)
- Osmosis Jones (2001) - Condutor (voz)

### Televisão
- Shaft (1973-1974) - Lt. Al Rossi
- Rich Man, Poor Man (1976) - Papadakis
- Alice (1980) - Rocky
- The Incredible Hulk (1981) - Sam Brandes
- Magnum, P.I. (1985) - Harry Granger
- Perfect Strangers (1986) - Examinador
- Full House (1987) -  Lou
- Murder, She Wrote (1984-1994) - Richie Kanpinski / Bernie
- Gargoyles - Monster Tours Operator